# Ромёф, Жак Александр
Жак Алекса́ндр Ромёф (фр. Jacques Alexandre Romeuf; 19 ноября 1772, Лавут-Шиак, — 26 апреля 1845, Париж) — французский генерал-майор (1814), участник Наполеоновских войн.
15 сентября 1791 года вступил на военную службу лейтенантом в революционную армию. Принимал участие в Египетском походе.
19 ноября 1806 года Ромёф был переведён в Неаполитанскую армию, был адъютантом генерала Дюма, в следующем году состоял начальником штаба крепости Корфу, а в 1810 году стал генерал-адъютантом.
В чине бригадного генерала и начальника штаба Неаполитанской армии Ромёф принял участие в кампании 1812 года в России. 5 декабря награждён орденом Почётного легиона.
Во время Ста дней Ромёф не поддержал Наполеона и при возвращении Бурбонов остался на военной службе, командовал дивизиями и округами. В 1817 году он получил титул барона, 1 августа 1821 года награждён командорским крестом ордена Почётного легиона. 10 апреля 1835 года вышел в отставку.
Скончался в Париже 26 апреля 1845 года.
Его брат Жан Луи Ромёф также был бригадным генералом и принимал участие в кампании 1812 года в России, в Бородинском бою был тяжело ранен.